# Tāzeh Kandeh-ye Zahrā
Tāzeh Kandeh-ye Zahrā (persiska: تازه کنده زهرا, Tāzeh Kand-e Mūrān, Tāzeh Kand-e Zahrā) är en ort i Iran.   Den ligger i provinsen Ardabil, i den nordvästra delen av landet, 500 km nordväst om huvudstaden Teheran. Tāzeh Kandeh-ye Zahrā ligger 712 meter över havet och antalet invånare är 125.
Terrängen runt Tāzeh Kandeh-ye Zahrā är kuperad. Runt Tāzeh Kandeh-ye Zahrā är det ganska tätbefolkat, med 70 invånare per kvadratkilometer. Närmaste större samhälle är Germī, 18,0 km väster om Tāzeh Kandeh-ye Zahrā. Trakten runt Tāzeh Kandeh-ye Zahrā består till största delen av jordbruksmark.